# Односи Србије и Финске
Односи Србије и Финске су инострани односи Републике Србије и Републике Финске.

## Билатерални односи
Званични дипломатски односи су успостављени 1928. године.
Председник Србије Борис Тадић посетио је Финску октобра 2006. и маја 2007. Узвратна посета председнице Финске Тарја Халонен Србији реализована је 2011. што је била прва посета на нивоу шефа финске државе Србији.
Финска је гласала за пријем Косова у УНЕСКО 2015.

### Економски односи
- У 2020. укупна робна размена износила је готово 170 милиона УСД. Од тога, извоз из Србије вредео је 28,3 мил. долара, а увоз 141,6 милиона.
- У 2019. години укупно је размењено робе вредне 151 мил. долара. Извоз из наше земље био је 23 милиона УСД, а увоз 128 милиона.
- У 2018. вредност укупне робне размене била је 174 милиона УСД. Извоз из РС износио је 27 мил. долара, а увоз 147 милиона.[2][3]

### Дипломатски представници

#### У Београду
- Кимо Ледевирта, амбасадор, 2019. -
- Перти Иконен, амбасадор, 2015. - 2019.
- Пека Орпана, амбасадор, 2011. - 2015.
- Кари Веијалаинен, амбасадор, 2007. - 2011.
- Ана-Маија Корпи, амбасадор, 2002. - 2007.
- Хану Ментивара, амбасадор, 1998. - 2002.
- Илпо Манинен, отправник послова, 1994. - 1996. а потом и амбасадор, 1996. - 1998.
- Наумо Кастрен, амбасадор, 1991. - 1992.
- Јорма Инки, амбасадор, 1988. - 1991
- Хеики Талвитје, амбасадор, 1984. - 1988.
- Мати Кахилуото, амбасадор, 1981. - 1984.
- Ева-Кристина Форсман, амбасадор, 1975. - 1980.
- Ристо Хиверинен, амбасадор, 1972. - 1975.
- Оли Бергман, амбасадор, 1970. - 1972.
- Танели Кеконен, амбасадор, 1965. - 1970.
- Олави Раустила, амбасадор, 1961. - 1965.
- Отсо Вартиовара, посланик, 1956. - 1958. а потом и амбасадор, 1958. - 1961.
- Нило Орасма, посланик, 1953. - 1956.
- Виле Нисканен, посланик, 1948. - 1953.

#### У Хелсинкију
Амбасада Републике Србије у Хелсинкију (Финска) радно покрива Естонију.
- Саша Обрадовић, амбасадор, 2016. -
- Славко Круљевић, амбасадор, 2012. - 2016.
- Вера Маврић, амбасадор, 2008. - 2012.
- /  Игор Јововић, амбасадор, 2004. - 2007.
- /  Радоје Зечевић, амбасадор, 2001. - 2004.
- Душан Црногорчевић, амбасадор, 1997. - 2001.
- Мито Пејовски, амбасадор, 1990—1992.
- Иван Тошевски, амбасадор, 1985—1990.
- Младен Божић, амбасадор, 1982—1985.
- Осман Ђикић, амбасадор, 1978—1982.
- Сава Обрадовић, амбасадор, 1974—1978.
- Љубица Станимировић, амбасадор, 1970—1974.
- Златко Синобад, амбасадор, 1967—1970.
- Ђуро Матошић, амбасадор, 1965—1967.
- Момчило Сибиновић, амбасадор, 1962—1965.
- Драго Говорушић, амбасадор, 1959—1962.
- Мирко Сарделић, посланик а затим и амбасадор, 1955—1959.
- Славко Зоре, посланик, 1952—1955.
- Петар Здравковски, посланик, 1950—1952.
- Никола Груловић, посланик, 1948—1950.
- Милорад Стражњицки, посланик  у Шведској – Стокхолм, у јуну 1938. акредитован и у Финској.